# Anna Maria Mozart
Anna Maria Mozart, nascuda com a Anna Maria Walburga Pertl (Sankt Gilgen, 25 de desembre de 1720 - París, 3 de juliol de 1778) va ser l'esposa de Leopold Mozart i la mare dels músics Maria Anna Mozart i Wolfgang Amadeus Mozart.

## Biografia
Anna Maria Mozart va néixer a la petita ciutat de Sankt Gilgen. Era filla del regidor (jurista) per l'arquebisbat salzburguès Wolfgang Nikolaus Pertl (1667-1724) i la seva dona, Eva Rosina Altmann (1688-1755), vídua de Puxbaumer. De petita va tenir una naturalesa malaltissa i es va criar entre estretors econòmiques; el seu pare va caure malalt el 1714 i morí endeutat el 7 de març de 1724, quan ella tenia tres anys i mig. Van haver de traslladar-se a Salzburg i a viure en una pensió de caritat. En unes males condicions de vida, la seva germana gran, Maria Rosina (1719-1728) va morir amb 9 anys i ella estava constantment malalta; els documents legals de l'època la descriuen com una persona "constantment malalta" (1733) i "la filla que constantment està malalta i postrada al llit" (1739)
Va contreure matrimoni amb el músic Leopold Mozart el 1747. Amb ell va tenir set fills:
- Johann Leopold Joachim (1748 – 1749)
- Maria Anna Cordula (nascut 1749 i mort al cap de poc)
- Maria Anna Nepomucena Walpurgis (born and died 1750)
- Maria Anna Walburga Ignatia (30 de juliol de 1751 – 29 d'octubre de 1829)
- Johann Karl Amadeus (1752 - 1753)
- Maria Crescentia Francisca de Paula (nascut 1754 i morta al cap de poc)
- Johann Chrysostomus Wolfgang Amadeus (27 de gener de 1756 – 5 de desembre de 1791)

De tots, només dos van sobreviure: Maria Anna (anomenada Nannerl) i Wolfgang Amadeus (anomenat afectuosament «Wolfi»). Anna Maria gairebé va morir en donar a llum Wolfgang: el seu ventre va retenir la placenta, que provocà una retirada forçada de la mateixa que plantejà un risc extrem d'infecció fatal.
Segons els biògrafs de Mozart, la seva mare era una dona callada, silenciosa i de bon humor, amant del seu marit i bona mestressa de casa. Mozart, en un poema escrit a la seva mare des de Worms (el 31 de gener de 1778), l'anomena afectuosament Madame Mutter ("Senyora Mare"). Va acompanyar Wolfgang en el seu viatge per Europa (Augsburg, Mannheim, París) i viatjà a contracor; estant a Mannheim escrivia en una carta a Leopold que ella era massa vella per fer un viatge tan llarg. Va caure malalta i morí a París el 3 de juliol de 1778. Aquest fet provocà que Leopold Mozart dirigís durs retrets al seu fill a qui, fins i tot, va arribar a acusar de falta d'atenció cap a ella. Està enterrada en el cementiri de Saint-Eustache de París. L'any 1983 li van erigir un monument a la ciutat de Sankt Gilgen, d'on era oriünda.